# Peștera Mică de la Vânătare
 Peștera Mică de la Vânătare este o peșteră de mici dimensiuni din poljia Vânătările Ponorului.

## Drum de acces
Peștera este situată în Munții Trascăului în apropierea cătunului Valea Poienii, în fundul Poljiei de la Vânătările Ponorului. Se poate ajunge din  Aiud, pe drumul ce duce la Ponor. Din  Brădești se coboară pe drumul ce duce la Vânătările Ponorului- Huda lui Papară sau invers, din Sălciua pe drumul ce duce la Brădești. 

## Istoric
A fost  descoperită, explorată și cartată de Viorel Roru Ludușan în 1982.

## Descriere
Peștera se dezvoltă pe o diaclază paralelă cu pârâul Valea Poienii în cheile dezvoltate în imediata apropiere a ponorului de la Vânâtări. Peștera are o singură galerie cu o intrare în partea superioră și una la ieșirea din cheie. Pe traseul de 66 m mai sunt trei ferestre înspre apă. Golul a rezultat prin dizovare pe o diaclază paralelă cu firul apei și prezintă urme evidente în acest sens. Numeroase septe .care acopera tavanul, pereții și podeaua confirmă această.  Prin galerie curge permanent apă dar la viituri peștera este inundată. Stau marturie resturi vegetale prinse peste tot inclusiv în septele de pe tavan.

## Condiții de vizitare
Peștera se poate vizita fără probleme. Cizme de cauciuc și o lanternă sunt suficiente. La câțiva zeci de metri se află cascada Dâlbina și peștera Dâlbina.

## Biologie
Nu au fost făcute decât observații preliminare. Au fost observate exemplare de lilieci.